# Queen + Адам Ламберт
Queen + Адам Ламберт (іноді називають Q+AL або QAL) — проєкт-співпраця між діючими учасниками британського рок-гурту «Queen» (Браян Мей і Роджер Тейлор) і американським вокалістом Адамом Ламбертом. Як і у всіх інших виступах «Queen» з 1997 року, давній басист Джон Дікон відмовився від участі в проєкті через те, що покинув музичну діяльність. Це перше довгострокове співробітництво «Queen» з моменту закінчення проєкту «Queen + Пол Роджерс» у 2009 році. Співпраця виникла, коли Мей і Тейлор з'явилися на телепроєкті «American Idol» у 2009 році, учасником якого був Ламберт. Вони почали виступати час від часу у 2011 році, провели короткий європейський тур у 2012 році, а у 2014 році оголосили світовий тур, Queen + Adam Lambert Tour 2014–2015, з датами у Північній Америці, Австралії, Новій Зеландії, Азії, Європі та Південній Америці. Влітку 2016 року гурт провів кілька концертів в рамках фестивального туру Європою і кілька концертів в Азії. Наступного року гурт оголосив про друге світове турне, заплановане на 2017 і 2018 роки.
До Мея, Тейлора і Ламберта приєдналися давній концертний клавішник «Queen» Спайк Едні, басист Ніл Фейрклаг і перкусіоніст Тайлер Воррен. Хоча нині[коли?] немає планів випустити студійний альбом з таким складом, Мей і Тейлор заявили, що у гурту є можливість записати оригінальний матеріал.

## Початок
«Queen» і Ламберт вперше виступили разом у 2009 році, коли члени «Queen» Браян Мей і Роджер Тейлор з'явилися як гості на восьмому сезоні телепроєкту «American Idol», учасником якого був Ламберт. На шоу Ламберт і можливий переможець Кріс Аллен виконали пісню «We Are The Champions» разом з гуртом. Незабаром після фіналу Мей повідомив Rolling Stone, що розглядає Ламберта як фронтмена «Queen». Мей пізніше розповів, що він зацікавився Ламбертом як заміною Пола Роджерса після перегляду відео-прослуховування Ламберта для «American Idol», де той виконав пісню «Bohemian Rhapsody».
У листопаді 2011 року Ламберт приєднався до «Queen» для виступу на MTV Europe Awards в Белфасті, де «Queen» здобули нагороду Global Icon Award. Потім у грудні 2011 року було повідомлено, що Тейлор і Мей почали переговори з Ламбертом, щоб він виступив як фронтмен «Queen» на концерті. 30 червня 2012 року «Queen + Адам Ламберт» зіграли свій перший повноцінний концерт на майдані Незалежності у спільному виступі з Елтоном Джоном за підтримки Фонду Олени Пінчук «АнтиСНІД».

## Тури
Після першого виступу в Києві у 2012 році відбувся міні-тур проєкту «Queen + Адам Ламберт» з концертами в Москві, Вроцлаві та Лондоні. У вересні 2013 року вони виступили як хедлайнери на музичному фестивалі iHeartRadio в Лас-Вегасі. У березні 2014 року вони анонсували тур проєкту «Queen + Адам Ламберт» з 19-ти концертів по Північній Америці влітку 2014 року, який потім був продовжений до 24-ох концертів. У травні 2014 року було оголошено дати гастролей в Австралії, за якими була Нова Зеландія. Гурт також виступав в Південній Кореї і Японії. Тоді тур продовжили до 2015 року з концертами в Європі і Великій Британії, а також у Південній Америці.
Літній фестивальний тур «Queen + Адам Ламберт» 2016 року почався 20 травня в Лісабоні, Португалія, і закінчився 30 вересня в Бангкоку, Таїланд.
26 січня 2017 року був оголошений концертний тур Північною Америкою з 26 концертів. Тур, який охопив чотири концерти в Канаді, почався 23 червня 2017 року у Фініксі, штат Аризона, і закінчився 5 серпня 2017 року в Х'юстоні, штат Техас. У квітні 2017 року було оголошено, що тур буде розширений до 26 концертів в Європі. Два місяці потому було оголошено, що гурт виступить в Новій Зеландії та Австралії в лютому і березні 2018 року. У лютому 2018 року був оголошений другий європейський етап. 3 грудня 2018 року «Queen + Адам Ламберт» анонсували північноамериканський тур «Rhapsody», який пройде з липня по серпень 2019 року.

## Появи
«Queen + Адам Ламберт» з'являлися на декількох телевізійних шоу. 30 листопада 2014 року вони виконали пісню «Somebody To Love» з учасниками телепроєкту «X Factor», які приєдналися до фінального приспіву. Гурт виконав дві пісні на різдвяному спеціальному шоу Хелен Фішер на німецькому телебаченні. Одна з них була «I Want It All», а інша «Who Wants to Live Forever», яка була дуетом між Ламбертом і Хелен Фішер.
Гурт випустив спеціальний концерт Queen & Adam Lambert Rock Big Ben Live, який транслювався в прямому ефірі на BBC One у новорічну ніч з 2014-го на 2015 рік. Концерт пройшов в тіні Біг-Бена у Центральній залі Вестмінстера, виступ зупинився під час дзвону Біг-Бена і новорічного зворотного відліку та феєрверку над Лондоном. У лютому 2017 року гурт з'явився на «The Late Late Show» з Джеймсом Корденом, де Корден і Ламберт провели поєдинок, щоб визначити, ким буде кращий фронтмен «Queen». У червні 2017 року вони також виступили на шоу «Jimmy Kimmel Live!», де виконали кілька пісень під час живого концерту, який спонсорував Mercedes-Benz.
У вересні 2018 року «Queen + Адам Ламберт» анонсували 10 концертів в закладі Park MGM в Лас-Вегасі.

## Учасники гурту
- Браян Мей — гітара, вокал (1970-до сьогодні)
- Роджер Тейлор — ударні, перкусія, вокал (1970-до сьогодні)
- Адам Ламберт — головний вокал (2011-до сьогодні)
- Спайк Едні — клавішні, бек-вокал (1984-до сьогодні)
- Нейл Фейрклаг — бас-гітара, бек-вокал (2011-до сьогодні)
- Тайлер Воррен — перкусія, додаткові ударні, бек-вокал (2017-до сьогодні)

### Колишні члени
- Руфус Тайгер Тейлор — перкусія, додаткові ударні, бек-вокал (2011–17)

## Дискографія
- Live in Japan (2016)